# Temporada 2023 del Campeonato de España de GT
La Temporada 2023 del Campeonato de España de GT fue la vigesimoquinta edición de este campeonato y la décima con VLine como organizador. Por primera vez en el GT-CER, Michelin no fue el proveedor de neumáticos oficial único del campeonato, entrando Hankook. Fernando González y Pablo Bras con su Porsche 991-2 GT3 Cup se proclamaron campeones absolutos, con Ángel Santos ganando las copas Clase 1 y GTX; y José Manuel de los Milagros ganando las copas Clase 2 y GPR.

## Escuderías y pilotos
| Escudería                | Coche                 | N.º                | Pilotos                 | Pilotos               | Rondas             |
| Clase 1 - Copa GPX       | Clase 1 - Copa GPX    | Clase 1 - Copa GPX | Clase 1 - Copa GPX      | Clase 1 - Copa GPX    | Clase 1 - Copa GPX |
| ------------------------ | --------------------- | ------------------ | ----------------------- | --------------------- | ------------------ |
| Vortex SAS               | Vortex V8             | 101                | Solenn Amrouche         | Lionel Amrouche       | 1, 3-5             |
| Vortex SAS               | Vortex V8             | 101                | Solenn Amrouche         | Nicolas Nobs          | 2                  |
| Vortex SAS               | Vortex V8             | 101                | Solenn Amrouche         | Arnaud Gomez          | 6                  |
| Vortex SAS               | Vortex V8             | 102                | Nicolas Nobs            | Philippe Bonnel       | 3                  |
| Vortex SAS               | Vortex V8             | 102                | Nicolas Nobs            | Philippe Gruau        | 1                  |
| Vortex SAS               | Vortex V8             | 102                | 4                       | Philippe Gruau        |                    |
| Vortex SAS               | Vortex V8             | 102                | Gilles Courtois         | Philippe Gruau        | 5                  |
| Vortex SAS               | Vortex V8             | 102                | Stéphane Gouverneur     | Philippe Gruau        | 6                  |
| Club Deportivo DAGO      | Audi R8 GT2           | 111                | Pablo Yeregui           | Daniel Carretero      | 1-4, 6             |
| Escudería Faraón         | Renault RS01          | 133                | Ángel Santos            | Jesús Díez-Villarroel | 1                  |
| Escudería Faraón         | Porsche 991-2 GT3 Cup | 133                | Ángel Santos            | Jesús Díez-Villarroel | 2-3                |
| Escudería Faraón         | Ferrari 488 Challenge | 133                | Ángel Santos            | Jesús Díez-Villarroel | 4                  |
| Escudería Faraón         | Ferrari 488 Challenge | 133                | Ángel Santos            | Álvaro Fontes         | 5                  |
| Escudería Faraón         | Ferrari 488 Challenge | 133                | Ángel Santos            | Agustín Sanabria      | 6                  |
| Escudería Faraón         | Porsche 991-2 GT3 Cup | 139*               | Pedro M. Lourinho       | Agustín Sanabria      | 4                  |
| Escudería Faraón         | Porsche 991-2 GT3 Cup | 139*               | Pedro M. Lourinho       | Pedro M. Silvero      | 5-6                |
| Monlau Motorsport        | Renault RS01          | 140                | Jurgen Smet             | Iván Pareras          | 5                  |
| Esc. Mallorca Competició | Mclaren 570 GT4       | 150                | Vicent Torres           | Miguel Gómez          | 6                  |
| Clase 2 - Copa GPR       |                       |                    |                         |                       |                    |
| NM Racing Team           | Mercedes AMG GT4      | 115                | Manel Lao               | Jan Duran             | 1-4, 6             |
| NM Racing Team           | Mercedes AMG GT4      | 116                | Patrick Bay             | Félix Aparicio        | 1-2                |
| NM Racing Team           | Mercedes AMG GT4      | 116                | Patrick Bay             | Guillermo Aso         | 3-6                |
| Evetech Motorsport       | Ligier JS2R           | 120                | Jon Aizpurua            | Jon Aizpurua          | 1, 4               |
| Decken Motorsport        | Porsche 718 CS GT4    | 125                | Lorenzo Mendieta        | Jordi Fuset           | 1, 3-6             |
| PCR Sport                | Mercedes AMG GT4      | 126                | Josep Parera            | Vicente Dasí          | 3-5                |
| Team VRT                 | Mercedes AMG GT4      | 130                | Luis González           | Salvador Tineo        | 6                  |
| Milan Compétition        | Audi R8 GT4           | 164                | Pierre Arraou           | Pierre Arraou         | 1, 3-4             |
| BMW Promotion Motorsport | BMW M4 GT4            | 172                | José M. de los Milagros | Nerea Martí           | 1, 3-6             |
| BMW Promotion Motorsport | BMW M4 GT4            | 172                | José M. de los Milagros | 2                     |                    |
| RAC Circuito Guadalope   | Porsche Cayman GT4    | 178                | Álvaro Rodríguez        | Luís López Anós       | 3                  |
| Chasis 181 Motorsport    | Mclaren 570 GT4       | 181                | Jan Georg Schidlof      | Francesc Gutiérrez    | Todas              |
| Clase 2 - Porsche Cup    |                       |                    |                         |                       |                    |
| Veloso Motorsport        | Porsche 991-2 GT3 Cup | 104                | Jorge M. Pereira        | Pedro A. Pereira      | 1-5                |
| Veloso Motorsport        | Porsche 991-2 GT3 Cup | 105                | Joao Posser             | Miguel Caetano        | 2-3                |
| E2P Racing               | Porsche 991-2 GT3 Cup | 108                | Rafa Muncharaz          | Ana Sainero           | 1                  |
| E2P Racing               | Porsche 991-2 GT3 Cup | 108                | Javier Ibrán            |                       | 2                  |
| E2P Racing               | Porsche 991-2 GT3 Cup | 108                | Javier Ibrán            | Mathijs Bakker        | 3                  |
| Escudería Faraón         | Porsche 991-2 GT3 Cup | 110                | Agustín Sanabria        | Álvaro Fontes         | 1-2                |
| Baporo Motorsport        | Porsche 991-2 GT3 Cup | 113                | Joan Vinyes             | Joan Vinyes           | 5                  |
| Skualo Competición       | Porsche 991-1 GT3 Cup | 114                | Henk Van Zoest          | Henk Van Zoest        | 1-5                |
| Escudería Faraón         | Porsche 991-2 GT3 Cup | 117                | Fernando González       | Pablo Bras            | Todas              |
| Veloso Motorsport        | Porsche 991-1 GT3 Cup | 121                | Jean-Roch Piat          | Jean-Roch Piat        | 1, 4-6             |
| Baporo Motorsport        | Porsche 991-2 GT3 Cup | 130                | Jaume Font              | Daniel Díaz-Varela    | 5                  |
| Veloso Motorsport        | Porsche 991-2 GT3 Cup | 134                | Patrick Cunha           | Carlos Vieira         | 5                  |
| Racar Motorsport         | Porsche 991-2 GT3 Cup | 135                | Leandro Martins         | Dieter Svepes         | 2, 5-6             |
| Racar Motorsport         | Porsche 991-2 GT3 Cup | 135                | Leandro Martins         | Carlos Vieira         | 3                  |
| Racar Motorsport         | Porsche 991-2 GT3 Cup | 135                | Leandro Martins         | 4                     |                    |
| Racar Motorsport         | Porsche 991-2 GT3 Cup | 136                | Manuel Chinchilla       |                       | 2, 4               |
| Racar Motorsport         | Porsche 991-2 GT3 Cup | 136                | Manuel Chinchilla       | Dieter Svepes         | 3                  |
| Racar Motorsport         | Porsche 991-2 GT3 Cup | 136                | Manuel Chinchilla       | Michael Kapfinger     | 5                  |
| PM Racing                | Porsche 992 Cup       | 137                | Paulo Pinheiro          | Pedro Marreiros       | 2                  |
| Escudería Faraón         | Porsche 991 Cup       | 141                | Alberto Otero           | Víctor Senra          | 5                  |
| Club Deportivo DAGO      | Porsche 991 Cup       | 142                | Andoni Parron           | Jacobo García         | 6                  |
| Racing 4 You             | Porsche 991-1 GT3 Cup | 145                | Gonçalo Fernandes       | Gonçalo Fernandes     | 6                  |

## Calendario
| Ronda | Duración carreras (+1 v.) | Circuito                           | Fecha               |
| ----- | ------------------------- | ---------------------------------- | ------------------- |
| 1†    | 48' x2                    | Circuito de Navarra                | 1-2 de abril        |
| 2     | 48' x2                    | Autódromo Internacional do Algarve | 6-7 de mayo         |
| 3     | 48' x2                    | Motorland Aragón                   | 17-18 de junio      |
| 4     | 48' x2                    | Circuito Ricardo Tormo             | 23-24 de septiembre |
| 5     | 48' x2                    | Circuito de Jerez                  | 11-12 de noviembre  |
| 6     | 2h                        | Circuito de Cataluña               | 1-2 de diciembre    |

†: Los resultados de la segunda carrera de la temporada se suspendieron debido al no poder establecer una clasificación final oficial tras fallos con el protocolo del coche de seguridad.

## Clasificaciones
| Pos                                       | Piloto                  | Piloto                  | Cat. | NAV | NAV | ALG | ALG | ARA | ARA | CRT | CRT | JER | JER | CAT | Retención    | Pts   |
| ----------------------------------------- | ----------------------- | ----------------------- | ---- | --- | --- | --- | --- | --- | --- | --- | --- | --- | --- | --- | ------------ | ----- |
| 1                                         | Pablo Bras              | Fernando González       | PC   | 1   | C   | 6   | 2   | 3   | 2   | 2   | 2   | 5   | 5   | 13† | (272,8 - 16) | 256,8 |
| 2                                         | Dieter Svepes           | Dieter Svepes           | PC   |     |     | 1   | 1   | 6   | 3   |     |     | 3   | 4   | 1   |              | 226   |
| 3                                         | Leandro Martins         | Leandro Martins         | PC   |     |     | 1   | 1   | Ret | 14  | DNS | 1   |     |     | 1   |              | 222   |
| 4                                         | Ángel Santos            | Ángel Santos            | GPX  | WD  | C   | 4   | 4   | 4   | 5   | 4   | 5   | 6   | 10  | 5   |              | 217   |
| 5                                         | Solenn Amrouche         | Solenn Amrouche         | GPX  | 3   | C   | 11  | 11  | 7   | 7   | 1   | 7   | Ret | 8   | 2   |              | 211   |
| 6                                         | José M. de los Milagros | José M. de los Milagros | GPR  | 7   | C   | 7   | 9   | 15  | 9   | 9   | 3   | 10  | 14  | 10  | (193 - 10)   | 183   |
| 7                                         | Manel Lao               | Jan Duran               | GPR  | 5   | C   | 10  | 8   | 11  | 11  | 10  | 4   |     |     | 11  | (183 - 10)   | 173   |
| 8                                         | Pablo Yeregui           | Daniel Carretero        | GPX  | 9   | C   | 5   | 13  | 1   | 1   | Ret | Ret |     |     | 3   |              | 170   |
| 9                                         | Nerea Martí             | Nerea Martí             | GPR  | 7   | C   |     |     | 15  | 9   | 9   | 3   | 10  | 14  | 10  |              | 155   |
| 10                                        | Patrick Bay             | Patrick Bay             | GPR  | 4   | C   | 14  | 7   | Ret | 12  | 5   | 8   | 9   | 15  | Ret |              | 151   |
| 11                                        | Jesús Díez-Villarroel   | Jesús Díez-Villarroel   | GPX  | WD  | C   | 4   | 4   | 4   | 5   | 4   | 5   |     |     |     |              | 150   |
| 12                                        | Lionel Amrouche         | Lionel Amrouche         | GPX  | 3   | C   |     |     | 7   | 7   | 1   | 7   | Ret | 8   |     |              | 135   |
| 13                                        | Philippe Gruau          | Philippe Gruau          | GPX  | 8   | C   |     |     | 2   | 18  | 6   | 5   | Ret | 17  | NC  |              | 113   |
| 14                                        | Jorge M. Pereira        | Pedro A. Pereira        | PC   | 6   | C   | 3   | 6   | 5   | 6   | WD  | WD  | Ret | 9   |     |              | 108   |
| 15                                        | Agustín Sanabria        | Agustín Sanabria        | PC   | 2   | C   | Ret | DNS |     |     |     |     |     |     |     |              | 104   |
| 15                                        | Agustín Sanabria        | Agustín Sanabria        | GPX  |     |     |     |     | Ret | 4   | 7   | Ret |     |     | 5   |              | 104   |
| 16                                        | Álvaro Fontes           | Álvaro Fontes           | PC   | 2   | C   | Ret | DNS |     |     |     |     |     |     |     |              | 93    |
| 16                                        | Álvaro Fontes           | Álvaro Fontes           | GPX  |     |     |     |     | Ret | 4   |     |     | 6   | 10  |     |              | 93    |
| 17                                        | Lorenzo Mendieta        | Jordi Fuset             | GPR  | 13  | C   |     |     | 13  | 16  | 12  | 11  | 16  | 16  | 7   |              | 92    |
| 18                                        | Guillermo Aso           | Guillermo Aso           | GPR  |     |     |     |     | Ret | 12  | 5   | 8   | 9   | 15  |     |              | 89    |
| 19                                        | Jan Georg Schidlof      | Francesc Gutiérrez      | GPR  | 10  | C   | 13  | 12  | 12  | 15  | 8   | 9   | Ret | DNS | Ret |              | 88    |
| 20                                        | Manuel Chinchilla       | Manuel Chinchilla       | PC   |     |     | 15  | 15  | 6   | 3   | 15  | DNS | 7   | 7   |     |              | 84    |
| 21                                        | Joan Vinyes             | Joan Vinyes             | PC   |     |     |     |     |     |     |     |     | 2   | 1   |     |              | 76    |
| 22                                        | Henk Van Zoest          | Henk Van Zoest          | PC   | Ret | C   | 9   | 10  | 8   | 10  | 3   | DNS | 6   | 9   |     |              | 76    |
| 23                                        | Jurgen Smet             | Iván Pareras            | GPX  |     |     |     |     |     |     |     |     | 1   | 6   |     |              | 66    |
| 24                                        | Nicolas Nobs            | Nicolas Nobs            | GPX  | 8   | C   | 11  | 11  | 14  | 17  |     |     |     |     |     |              | 63    |
| 25                                        | Félix Aparicio          | Félix Aparicio          | GPR  | 4   | C   | 14  | 7   |     |     |     |     |     |     |     |              | 62    |
| 26                                        | Jean-Roch Piat          | Jean-Roch Piat          | PC   | 15  | C   |     |     |     |     | 13  | 10  | Ret | 18  | 9   |              | 61,6  |
| 27                                        | Paulo Pinheiro          | Pedro Marreiros         | PC   |     |     | 2   | 3   |     |     |     |     |     |     |     |              | 56    |
| 28                                        | Jaume Font              | Daniel Díaz-Varela      | GPX  |     |     |     |     |     |     |     |     | 4   | 3   |     |              | 46    |
| 29                                        | Pedro M. Lourinho       | Pedro M. Lourinho       | GPX  |     |     |     |     |     |     | 7   | Ret | 11  | Ret | 12  |              | 44    |
| 30                                        | Josep Parera            | Vicente Dasí            | GPR  |     |     |     |     | 16  | 13  | 11  | 12  | 13  | Ret |     |              | 44    |
| 31                                        | Carlos Vieira           | Carlos Vieira           | PC   |     |     |     |     | Ret | 14  |     |     | 14  | 2   |     |              | 41    |
| 32                                        | Javier Ibrán            | Javier Ibrán            | PC   |     |     | 12  | 5   | 9   | 19  |     |     |     |     |     |              | 36    |
| 33                                        | Joao Posser             | Miguel Caetano          | PC   |     |     | 8   | 14  | 10  | 8   |     |     |     |     |     |              | 32    |
| 34                                        | Patrick Cunha           | Patrick Cunha           | PC   |     |     |     |     |     |     |     |     | 14  | 2   |     |              | 35    |
| 35                                        | Pedro M. Silvero        | Pedro M. Silvero        | GPX  |     |     |     |     |     |     |     |     | 11  | Ret | 12  |              | 30    |
| 36                                        | Pierre Arraou           | Pierre Arraou           | GPR  | 12  | C   |     |     | 18  | 20  | 14  | 14  |     |     |     |              | 27    |
| 37                                        | Michael Kapfinger       | Michael Kapfinger       | PC   |     |     |     |     |     |     |     |     | 7   | 7   |     |              | 22    |
| 38                                        | Philippe Bonnel         | Philippe Bonnel         | GPX  |     |     |     |     | 14  | 17  |     |     |     |     |     |              | 16    |
| 39                                        | Mathijs Bakker          | Mathijs Bakker          | PC   |     |     |     |     | 9   | 19  |     |     |     |     |     |              | 14    |
| 40                                        | Jon Aizpurua            | Jon Aizpurua            | GPR  | 14  | C   |     |     |     |     | 16  | 13  |     |     |     |              | 11    |
| 41                                        | Rafa Muncharaz          | Ana Sainero             | PC   | 11  | C   |     |     |     |     |     |     |     |     |     |              | 10    |
| 42                                        | Gilles Courtois         | Gilles Courtois         | GPX  |     |     |     |     |     |     |     |     | Ret | 17  |     |              | 10    |
| 43                                        | Alberto Otero           | Víctor Senra            | PC   |     |     |     |     |     |     |     |     | 12  | 12  |     |              | 7     |
| 44                                        | Álvaro Rodríguez        | Luís López Anós         | GPR  |     |     |     |     | 17  | Ret |     |     |     |     |     |              | 6     |
| Pilotos no aptos para puntuar ni bloquear |                         |                         |      |     |     |     |     |     |     |     |     |     |     |     |              |       |
|                                           | Arnaud Gomez            | Arnaud Gomez            | GPX  |     |     |     |     |     |     |     |     |     |     | 2   |              |       |
|                                           | Gonçalo Fernandes       | Gonçalo Fernandes       | PC   |     |     |     |     |     |     |     |     |     |     | 4   |              |       |
|                                           | Luis González           | Salvador Tineo          | GPR  |     |     |     |     |     |     |     |     |     |     | 6   |              |       |
|                                           | Andoni Parron           | Jacobo García           | PC   |     |     |     |     |     |     |     |     |     |     | 8   |              |       |
|                                           | Stéphane Gouverneur     | Stéphane Gouverneur     | GPX  |     |     |     |     |     |     |     |     |     |     | NC  |              |       |
|                                           | Vicent Torres           | Miguel Gómez            | GPX  |     |     |     |     |     |     |     |     |     |     | DNS |              |       |
| Pos                                       | Piloto                  | Piloto                  | Cat. | NAV | NAV | ALG | ALG | ARA | ARA | CRT | CRT | JER | JER | CAT | Retención    | Pts   |

| Leyenda: | 1.º | 2.º | 3.º | Pts | SP | NC | Ret | DNQ | DSQ | DNS | PO | WD | C |  | DNP | INJ | EX |  | Neg | Cur | † |